# Gheorghe Funar
Gheorghe Funar, né le 29 septembre 1949 à Sânnicolau Mare, Județ de Timiș (Roumanie), est un homme politique et économiste roumain.

## Carrière politique
Durant la période communiste, Funar est membre du Parti communiste roumain (PCR). À la suite de la révolution de 1989, il a rejoint le Parti de l'unité nationale roumaine (PUNR), dont il est le président de 1992 à 1997, après quoi il adhère au Parti de la Grande Roumanie (PRM).

### Maire de Cluj-Napoca
Lors des élections locales de 1992, il est élu maire de Cluj-Napoca, poste qu'il détient jusqu'aux élections locales de 2004, lors desquelles il est battu par Emil Boc, candidat de l'Alliance justice et vérité. En 2008, il n'obtient que 4,2 % des suffrages, résultat insuffisant pour décrocher un siège de conseiller municipal.
Ses huit ans de mandat sont marqués par ses actions provocatrices et hostiles à la minorité hongroise de la ville (19 % de la population), telles que l'ajout d'une plaque irrespectueuse sur le socle de la statue de Matthias Corvin, le recouvrement du mobilier urbain (bancs, poubelles, panneaux de circulation) avec de la peinture aux couleurs du drapeau de la Roumanie (bleu, jaune et rouge), l'illumination des rues de la ville avec des ampoules de ces mêmes couleurs lors des fêtes de fin d'année, ou encore le changement du nom de certaines rues, évoquant jusque-là des personnalités hongroises. Le jour de la signature du traité de base entre la Roumanie et la Hongrie, le 16 septembre 1996, Funar organise une parade mortuaire dans les rues de la ville.
De plus, il est l'objet de nombreux procès intentés par des intellectuels, des journalistes et hommes politiques de Cluj, l'accusant d'insulte et de calomnie, ainsi que de plusieurs actions pénales pour des abus de pouvoir.
Durant ses mandats à la tête de Cluj-Napoca, il est à deux reprises candidat à l'élection présidentielle. En 1992, il remporte 10,8 % des suffrages exprimés lors du premier tour, dont il termine troisième. En 1996, il ne rassemble que 3,2 % des suffrages.

### Sénateur
Lors des élections législatives de 2004, il est élu sénateur du județ de Cluj, mais n'est pas réélu en 2008, le PRM ne dépassant pas la barre des 5 % des suffrages nécessaires pour entrer au Parlement.
D'octobre 1998 à juin 2013, Funar est secrétaire général du PRM, avant d'en être élu président lors du congrès du parti le 27 juin 2013, avec 530 voix, face à Corneliu Ciontu (113 voix) et à Ștefan Valentin Varga (17 voix).

### Candidature à l'élection présidentielle
En 2014, Gheorghe Funar dépose sa candidature à l'élection présidentielle, comme candidat indépendant. Occupant la 9e position sur les bulletins de vote, il affronte notamment son rival au sein du PRM, Corneliu Vadim Tudor. Il obtient 0,47 % des voix au premier tour.